# Adventures of Sherlock Holmes: The Mystery of the Persian Carpet
Adventures of Sherlock Holmes: The Mystery of the Persian Carpet (с англ. — «Шерлок Холмс и тайна персидского ковра») — компьютерная игра, разработанная и изданная украинской компанией Frogwares. Распространением игры посредством цифровой дистрибуции также занимается сервис Steam и компании Big Fish Games и Alawar Entertainment.
Коробочная версия была издана на территории России фирмой Руссобит-М под маркой «Turbo Games» в составе издания «Белая коллекция».
Игра относится к жанру казуальных игр и представляет игроку возможность решать различные головоломки и пр., при этом обладая историей, которая основана на рассказах о Шерлоке Холмсе. Первая казуальная игра в серии игр «Приключения Шерлока Холмса» компании Frogwares.

## Игровой процесс
«Тайна персидского ковра» выполнена как казуальная игра. Игровой процесс представляет собой смесь нескольких разновидностей мини-игр (например, поиск скрытых объектов — т. н. поджанр казуальной игры «я ищу»). Нередко игроку нужно с помощью лупы осматривать следы на полу, искать отпечатки пальцев, анализировать улики при помощи микроскопа. Благодаря «дедуктивной таблице» игрок сможет установить связь между найденными уликами.
Обзор ведётся, как правило, «из глаз» главного героя. Периодически решение игровых задачек прерывается диалогами персонажей. Управление осуществляется при помощи мыши методом «укажи и кликни» (англ. «point-and-click»).

## Сюжет
Лондон, 1896 год. Скотланд-Ярд просит легендарного сыщика Шерлока Холмса о помощи с расследованием одного странного преступления. Молодого бедного художника обнаружили убитым на старом заводе некогда богатой фабрики «Бромсби и Гримбл». Тело его завернуто в драгоценный персидский ковёр.